# Zdzisław Filipkiewicz
Zdzisław Filipkiewicz, né le 21 juin 1916, à Cracovie, en Pologne et décédé le 27 avril 1983, à Cracovie, en Pologne est un ancien joueur polonais de basket-ball.